# Eustaquio Morcillón y Babalí
Les aventures de Eustaquio Morcillón i Babalí és una sèrie de còmic d'humor creat a partir de 1946 per Joaquim Buigas i dibuixades per Benejam per a la revista TBO. Buigas, que va viure uns anys a l'Argentina, es va inspirar en les seves pròpies experiències com a caçador aficionat per a escriure els guions.

## Argument
Els protagonistes són, Eustaquio Morcillón, un caçador blanc, amb una gran semblança amb el patriarca de La familia Ulises, excepte pel vestuari. I Babalí, el criat negre, més aviat poruc. Tots dos es dediquen a capturar animals salvatges per a circs i zoològics, recorrent a paranys inversemblants, generalment amb bon resultat. Tot això en una Àfrica minimalista, també utilitzada per Coll.

## Valoració
La sèrie vista amb un punt de vista contemporani té un regust colonialista. Segons l'investigador Juan Antonio Ramírez, Morcillón i Babalí es defineix per la seva paròdia de la tecnocràcia, l'elogi del «nyap casolà». El seu argument i iconografia va influir en sèries com Kokolo (1952) d'un primerenc Francisco Ibáñez.